# Microsoft PowerToys
Microsoft PowerToys — безкоштовний (пізніше відкритий) набір системних утиліт, призначених для досвідчених користувачів (англ. power users), розроблений Microsoft для операційної системи Windows. Ці програми додають або змінюють функції для максиміації продуктивності або додавання додаткових налаштувань. PowerToys доступний виключно для Windows 95, Windows XP, Windows 10 і Windows 11. PowerToys для Windows 10 і Windows 11 є безкоштовним програмним забезпеченням з відкритим кодом, що ліцензоване згідно з ліцензією MIT і розміщене на GitHub.

## PowerToys для Windows 95
PowerToys для Windows 95 була першою версією Microsoft PowerToys і містила 15 інструментів для досвідчених користувачів. Він містив Tweak UI, системну утиліту для налаштування незрозумілих налаштувань у Windows. У більшості випадків Tweak UI показує налаштування, які інакше були доступні лише шляхом безпосередньої зміни реєстру Windows. 

### Включені компоненти
Були доступні такі PowerToys для Windows 95 : 
- CabView відкривав cabinet -файли як звичайні папки;
- CDAutoPlay дозволив автозапуску працювати на будь-якому неаудіо компакт-диску ;
- Командний рядок Тут дозволяло користувачеві запускати командний рядок з будь-якої папки в Провіднику Windows, клацнувши правою кнопкою миші (у Windows Vista і далі);
- Меню вмісту дозволяло користувачам отримувати доступ до папок і файлів із контекстного меню без необхідності відкривати свої папки;
- Меню робочого столу дозволяло користувачам відкривати елементи на робочому столі з меню на панелі завдань ;
- Функція «Дослідити звідси» дозволяла користувачам відкривати вікно «Провідник Windows» із будь-якої папки, щоб ця папка діяла як папка кореневого рівня;
- FindX додав можливість перетягування в меню «Знайти» (пізніше назване «Пошук »);
- FlexiCD дозволяв користувачам відтворювати аудіо компакт-диски з панелі завдань;
- Quick Res дозволяє користувачам швидко змінювати роздільну здатність екрана ;
- Round Clock додав аналоговий круглий годинник без квадратного вікна;
- Send To X складався з розширень Shell, які додавали кілька часто доступних місць, таких як буфер обміну, робочий стіл, командний рядок або будь-яка папка до контекстного меню Send To у Провіднику ;
- Контекстне меню призначення дозволяло користувачам отримувати доступ до цільового файлу, на який вказує ярлик, із контекстного меню або безпосередньо вирізати, копіювати, видаляти ціль, створювати ярлик до цілі або переглядати його властивості;
- Telephony Location Selector дозволяв користувачам мобільних комп'ютерів змінювати місце набору номера з панелі завдань ;
- <b id="mwWQ">TweakUI</b> дозволяв користувачеві налаштовувати більш незрозумілі параметри інтерфейсу користувача операційної системи;
- У Xmouse 1.2 фокус вікна слідував за курсором миші без необхідності клацання вікна, щоб зробити його активним.

PowerToys для Windows 95 розроблено групою розробників Windows Shell. Деякі інструменти працюють у пізніших версіях Windows до Windows XP, але інші можуть заважати новішим вбудованим функціям у Windows 98, ME та XP. 

### Windows 95 Kernel Toys
Після успіху Windows 95 PowerToys команда розробки ядра Windows випустила ще один набір інструментів для досвідчених користувачів під назвою Windows 95 Kernel Toys. 
У цей пакет включено шість інструментів: 
- Інструмент налаштування майстра налаштування режиму MS-DOS дозволяв користувачам налаштовувати файли запуску Windows без необхідності вручну редагувати CONFIG. SYS або AUTOEXEC. BAT ;
- Keyboard Remap змінив функції клавіш на клавіатурі;
- Logo Key Control налаштував ігри MS-DOS так, щоб Windows ігнорувала клавішу з логотипом Windows під час роботи ігор;
- Традиційне відстеження пам’яті для відстеження та розподілу обсягу пам’яті, що виділяється драйверами віртуальних пристроїв;
- Windows Process Watcher (WinTop) стежив за тим, скільки ресурсів процесора займають окремі програми;
- Редактор часових поясів дозволяв користувачу створювати та редагувати записи часового поясу для аплету панелі керування датою та часом.

За словами Реймонда Чена, він написав усі іграшки ядра, за винятком редактора часових поясів, який був отриманий із набору ресурсів Windows NT. 

## PowerToys для Windows XP
PowerToys для Windows XP була другою версією набору PowerToys і внесла значні зміни в порівнянні з версією Windows 95. Інструменти в цьому наборі були доступні як окремі завантаження, а не в одному пакеті.

### Включені компоненти
Станом на  November 2009, the following PowerToys for Windows XP were available:
- Перемикач завдань із заміною Alt-Tab замінив простіший перемикач Alt-Tab на більш візуальний, який показує попередній перегляд вікон у реальному часі.
- CD Slide Show Generator генерував слайд-шоу з фотографій, записаних на компакт-диск.
- ClearType Tuner дозволив налаштувати параметри ClearType, щоб полегшити читання тексту на екрані.
- Аплет панелі керування кольором дозволяв керувати профілями кольорів, змінювати асоціації профілів кольорів для пристроїв, переглядати детальні властивості профілів кольорів (включно з 3D-рендерінгом палітри простору кольорів ).
- Майстер показу слайдів HTML створив презентацію слайд-шоу HTML.
- Image Resizer дозволяв клацати правою кнопкою миші кілька файлів зображень у Провіднику Windows, щоб пакетно змінювати їх розмір.
- Відкрити командне вікно Тут дозволено запускати командний рядок з будь-якої папки в Провіднику Windows клацанням правою кнопкою миші.

Калькулятор потужності PowerToys

- Калькулятор потужності PowerToys Power Calculator був досконалішим графічним калькулятором, ніж вбудований калькулятор Windows ; він може обчислювати складніші вирази, малювати декартовий або полярний графік функції або перетворювати одиниці вимірювання. Power Calculator може зберігати та повторно використовувати попередньо визначені функції будь-якої категорії. Наприклад, функція може бути встановлена за допомогою cube(x) = x * x * x, а пізніше її можна використовувати у виразі на зразок 5 + cube(4). [13] Він не оцінювався кожного разу, коли вводився оператор. Натомість для обчислення потрібно ввести весь вираз. У цифровому режимі він представляв візуальну клавіатуру, у всіх інших режимах вираз потрібно було вводити. Текстова область, що прокручується, зберігає історію всіх обчислень. У розширеному режимі перегляду можна було оголошувати та будувати графіки функцій, а також список усіх збережених функцій. Випадаюче вікно надає можливість вибору декартової системи координат або полярних координат. Він також може зберегти список змінних для використання у виразі. Підтримувалося перетворення одиниць наступних типів: довжина, маса, час, швидкість і температура. У PowerToy Calc була підтримка введення обчислень за допомогою зворотної польської нотації (RPN). Він міг обчислювати до 500 рівнів точності за межами десяткової коми та підтримував комплексні числа. [14]
- RAW Image Thumbnailer and Viewer надає мініатюри, попередній перегляд, друк і відображення метаданих для зображень RAW із Провідника Windows.
- SyncToy дозволив синхронізувати файли та папки.
- Лупа панелі завдань збільшила частину екрана з панелі завдань.
- Tweak UI налаштував інтерфейс користувача та розширені параметри Windows XP.
- Virtual Desktop Manager дозволяв перемикатися між чотирма віртуальними робочими столами з панелі завдань.
- Веб-камера Timershot робив знімки з веб-камери через певні проміжки часу.

## PowerToys для Windows 10 і Windows 11
Windows 10 отримала PowerToys через чотири роки після випуску. 8 травня 2019 року Microsoft перезапустила PowerToys і зробила їх відкритими на GitHub. Перший попередній випуск був доступний у вересні 2019 року, до нього входили FancyZones і посібник із комбінацій клавіш Windows. 

### Включені компоненти
PowerToys для Windows 10 постачається з такими утилітами: 
- Always On Top додає можливість швидко закріплювати вікна поверх усіх інших вікон за допомогою швидкого доступу.[18]
- Активний режим додає можливість підтримувати комп’ютер у режимі сну без керування його параметрами живлення та сну.[19]
- Вибір кольору додає інструмент для ідентифікації кольорів (зокрема, у HEX, RGB, CMYK, HSL і HSV ).[20]
- FancyZones додає менеджер вікон, який полегшує користувачам створення та використання складних макетів вікон.[21]
- Файловий провідник (області перегляду) додає попередній перегляд SVG, Markdown і PDF до Провідника файлів.[22]
- Регулятор файлів додає можливість перевіряти, які файли використовуються та якими процесами. [23]
- Редактор файлу hosts додає можливість редагувати файл «Hosts» у зручний спосіб.[23]
- Image Resizer додає контекстне меню до Провідника файлів для зміни розміру зображень.[24]
- Диспетчер клавіатури додає параметри для перепризначення клавіш і ярликів.[25]
- Службові програми миші додає інструменти, які покращують функціональність миші та курсору в Windows. Наразі колекція складається з Пошуку миші, який виділяє положення курсору. Маркер миші, що вказує на клацання миші на екрані; і Перехрестя курсора, яка відображає перехрестя з центром вказівника миші.[26]
- Mouse Without Borders додає інструмент, який дозволяє користувачеві переміщувати курсор між кількома пристроями.[27]
- Вставити як звичайний текст додає настроювану комбінацію клавіш для вставлення тексту, позбавленого форматування.[28]
- PowerRename додає можливість користувачам перейменовувати файли за допомогою пошуку та заміни або регулярного виразу у Провіднику файлів.[29]
- PowerToys Run додає інструмент, схожий на Spotlight, який дозволяє користувачам шукати папки, файли, програми та інші елементи.[23]
- Quick Accent додає можливість вводити символи з надрядковим знаками альтернативним способом.[23]
- Registry Preview додає інструмент для попереднього перегляду, порівняння та редагування вмісту файлів реєстру перед записом у реєстр Windows.[30]
- Screen Ruler додає можливість вимірювати відстань у пікселях на екрані за допомогою визначення країв зображення.[23]
- Посібник із сполучень клавіш додає повноекранне накладання, яке дозволяє користувачеві переглядати комбінації клавіш Windows, доступні в поточному вікні.[21]
- Text Extractor додає можливість копіювати текст з будь-якого місця на екрані.[23]
- Video Conference Mute додає інструменти для вимкнення/увімкнення камери та мікрофона.[31]

## Сумісність з Windows Vista, 7 і 8
PowerToys не отримував жодних випусків із підтримкою Windows Vista. Здійснення еквівалентних викликів до різних Windows API все ще було можливим, і дозволяло використовувати програми сторонніх розробників з тією самою або частиною оригінальної функціональності. Крім того, жодна з Windows 7, Windows 8 і Windows 8.1 не отримала офіційної підтримки. </link> Не враховуючи час, витрачений на розробку Windows Vista, PowerToys не оновлювався понад 12 років, перш ніж був повторно випущений як програмне забезпечення з відкритим кодом для Windows 10.

## PowerToys для інших продуктів Microsoft
Microsoft також випустила PowerToys для Windows XP Tablet PC Edition  і Windows XP Media Center Edition. 
Набір PowerToys для Windows Media Player був випущений як частина Windows Media Player Bonus Pack (для Windows XP), що складається з п’яти інструментів для «надання різноманітних удосконалень Windows Media Player».  
Нарешті, Microsoft також випустила PowerToys для Windows Mobile, Visual Studio    і OneNote.  